# ALWAYS (中島美嘉の曲)
「ALWAYS」（オールウェイズ）は、中島美嘉の31枚目のシングル。

## 概要
- 初回生産盤には、本人絵柄の2010年オリジナルカレンダー封入。
- 「ALWAYS」は「ORION」を手掛けた百田留衣によるバラード曲。「BABY BABY BABY」は「愛で満たす」をテーマに作ったミディアム・バラード[2]。「SPIRAL」はエレクトロ調にアレンジされた。
- ジャケットで使用されていた青い薔薇のピアスは本人の私物であり、ドラゴンローズというブランドの商品。

## 収録曲
1. ALWAYS
  - 作詞・作曲：百田留衣／編曲：玉井健二、百田留衣
  - アスミック・エースエンタテインメント配給映画「サヨナライツカ」主題歌
2. BABY BABY BABY
  - 作詞：中島美嘉／作曲：Ryosuke“Dr.R”Sakai／編曲：河野伸
  - ロッテ「ガーナ ミルクチョコレート」CMソング
3. SPIRAL
  - 作詞：宮﨑歩、中島美嘉／作曲：Red-T／編曲：田中義人
  - カネボウ化粧品「KATE」CMソング
4. ALWAYS（Instrumental）
5. BABY BABY BABY（Instrumental）
6. SPIRAL（Instrumental）

## 収録アルバム
- STAR (#1,2,3)
- TEARS (#1)